# Palluau-sur-Indre
Palluau-sur-Indre är en kommun i departementet Indre i regionen Centre-Val de Loire i de centrala delarna av Frankrike. Kommunen ligger i kantonen Châtillon-sur-Indre som tillhör arrondissementet Châteauroux. År 2022 hade Palluau-sur-Indre 789 invånare.

## Befolkningsutveckling
Antalet invånare i kommunen Palluau-sur-Indre
Referens:INSEE